# 何廷樞
何廷樞（1591年—1640年），字運之，别號環應，廣西平樂府富川縣人，何廷相弟。

## 生平
萬曆四十三年（1615年）乙卯科廣西鄉試第七名舉人，四十四年（1616年）丙辰科三甲二百名進士，工部觀政，四十五年授直隸臨城縣知縣，天啓元年調知柏鄉縣，二年考选，授官陕西道御史，五年復除本道，巡视节慎库，督理印马屯田，七年巡按直隶、应天、山东、河南、潼关等地，考核吏治。加升中宪大夫太仆寺少卿。崇祯二年降职，本年革职为民。